# Tantura (pel·lícula)
Tantura és una pel·lícula documental israeliana del 2022 dirigida per Alon Schwarz. S'ha doblat al català pel programa de documentals Sense ficció de TV3.
És un documental d'investigació sobre la massacre del poble palestí de Tantura per part de l'exèrcit israelià el 1948. El documental demostra com s'ha ocultat i manipulat la història per crear un passat acceptable per a la societat israeliana i parla dels mecanismes de negació per distorsionar o enterrar la veritat.

## Context
L'universitari Teddy Katz va escriure la seva tesi de màster sobre la massacre basada en més d'un centenar de testimonis orals, alguns dels quals admeten els crims de guerra que es van cometre a la població. No obstant això, després que la seva tesi fos difosa, va començar una campanya de desprestigi contra ell. Al final, es va retractar de les seves investigacions. Vint anys després, el director del documental, Alon Schwarz, troba i entrevista Teddy Katz i analitza les cintes per reconstruir la massacre. El documental també recull testimonis de veterans de guerra de la brigada Alexandroni que van conquerir Tantura. Alguns d'ells admeten els crims de guerra comesos, mentre que d'altres neguen o justifiquen la massacre.

## Nominacions
- Festival de Cinema de Sundance 2022[3]
- Festival Internacional de Cinema de Cleveland 2022
- Festival de cinema DocAviv 2022
- Festival Internacional de Cinema de Hong Kong 2022
- Premis de l'Acadèmia de Cinema d'Israel 2022